# Кавалан

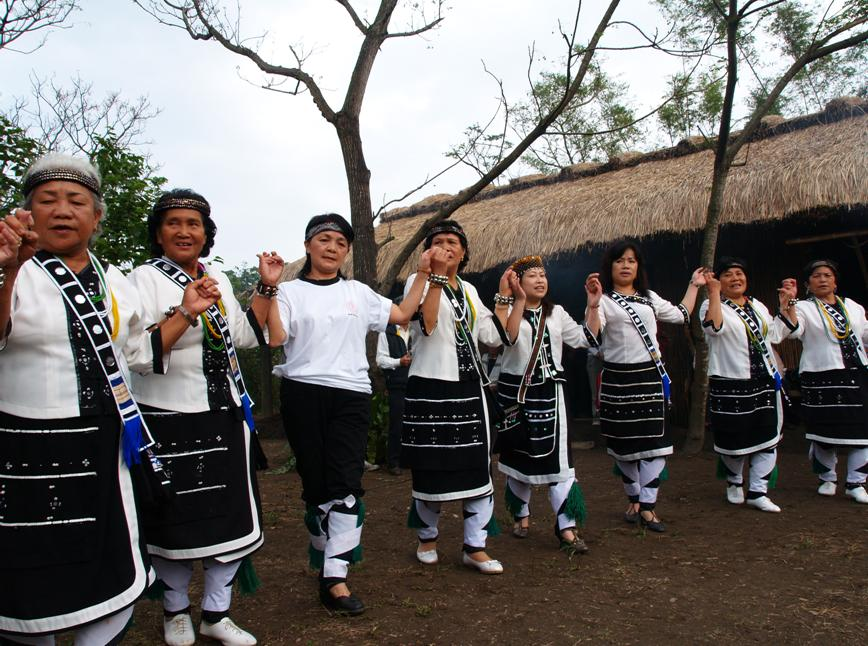
Женщины кавалан танцуют

Кавалан (кав. kbaran [kɨβarán]; «люди, живущие на равнине»; кит. трад. 噶瑪蘭族, пиньинь Gámǎlánzú), или кувалан, — коренные жители Тайваня. Большинство из них перебрались в прибрежные районы уездов Хуалянь и Тайдун в XIX веке из-за посягательств ханьских переселенцев. Говорят на языке кавалан. По состоянию на 2000-е годы крупнейшим поселением является приморская деревня Синьшэ (кав. pateRongan), расположенная в городке Фэнбинь, Хуалянь.

## История
Легенда гласит, что Кавалан прибыли морем с востока и решили обосноваться на плодородной земле Тайваня, поражённые красотой тех мест. Воины кавалан участвовали во многих битвах с местным народом атаял, и в конце концов оттеснили атаяльцев в горы — отсюда самоназвание «кавалан», что означает «люди равнин». Впоследствии это название трансформировалось в «хамалан», откуда происходит название Иланьской равнины и современного города Илань. Всего было известно 36 племён кавалан (кит. трад. 蛤仔難三十六社), хотя по другим данным их было более 60. В прошлом племена к северу от реки Ланьян назывались Сай-се-хоан (кит. трад. 西勢番), а племена к югу от реки — Тан-се-хоан (кит. трад. 東勢番).
Самое раннее письменное упоминание о кавалан относится к 1632 году, когда испанский корабль потерпел крушение в этом районе из-за тайфуна . Более надёжна запись, сделанная в 1650 году мореплавателями голландской Ост-Индской компании. Ханьские китайцы стали пытаться обосноваться в этом районе с 1768 года. Однако первое их поселение было основано лишь к 1796 году, ныне это городок Тучэн. Позднее поток ханьцев на Тайвань всё увеличивался, из-за чего образ жизни кавалан изменился. Многие из них переехали на юг в деревню Бэйпу (в городке Синчэн уезда Хуалянь между 1830 и 1840 годами.

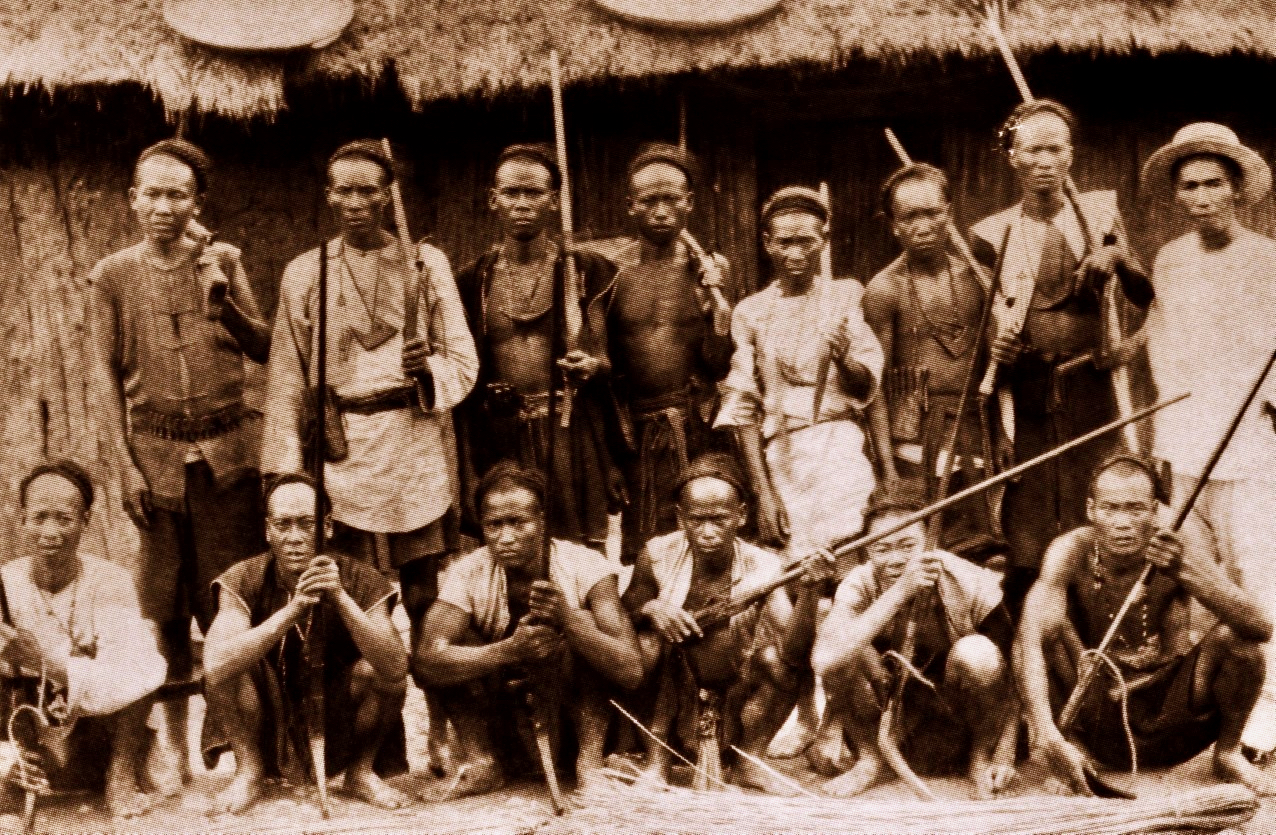
Мужчины кавалан, фотография, сделанная до 1945 года.

## Кареванский инцидент
В 1878 году кавалан и их союзники, народ сакидзая, вели битву против цинских захватчиков после того, как спор с цинскими чиновниками привел к восстанию. Это событие закончилось катастрофой для кавалан и сакидзая, многие были убиты (также известный как «Инцидент в Галиване» или «Битва при Каляване»). Других вытеснили ханьские мигранты. Тем временем, оставшиеся сакидзая были вынуждены спрятаться, смешаться с другими народами, такими как амис, в попытке защитить свою идентичность.